# Ovelgünne
Ovelgünne là một đô thị ở huyện Börde thuộc bang Sachsen-Anhalt, nước Đức. Đô thị Ovelgünne có diện tích 13,5 km², dân số thời điểm ngày 31 tháng 12 năm 2006 là 430 người.